# Bethoncourt
Bethoncourt település Franciaországban, Doubs megyében. Lakosainak száma 5288 fő (2022. január 1.). Bethoncourt Brevilliers, Montbéliard, Héricourt és Châtenois-les-Forges községekkel határos.

## Népesség
A település népességének változása:
| Lakosok száma | 10 996 | 9751 | 7448 | 6271 | 5806 | 5652 | 5647 | 5441 | 5336 | 5288 |
|               | 1968   | 1982 | 1990 | 2006 | 2013 | 2015 | 2017 | 2019 | 2020 | 2022 |